# Århus Stiftstidende
Århus Stiftstidende är en dagstidning som ges ut från Århus, Danmark. Tidningen grundades 1794 under namnet Kongelig allernaadigst privilegerede Aarhuus Stifts Adresse-Contoirs Tidender. Upplagan steg över tid från 400 i början av 1800-talet till 6 000 år 1900 och 74 000 år 1978. Den hade då konkurrerat ut lokala konkurrenter som Aarhus Venstreblad, Aarhus Amtstidende och Demokraten. Den gick 1998 samman Randers Amtsavis. Det hindrade inte att upplagan minskade. Den har under 2000-talet minskat snabbt så att upplagan 2013 var något under 19 000 exemplar. Tidningen ägs sedan 2016 av Jysk Fynske Medier. Den är moderat konservativ.